# San Lorenzo de Calatrava (kommun)
San Lorenzo de Calatrava är en kommun i Spanien.   Den ligger i provinsen Provincia de Ciudad Real och regionen Kastilien-La Mancha, i den centrala delen av landet, 220 km söder om huvudstaden Madrid. Antalet invånare är 235. Arean är 106 kvadratkilometer.
Terrängen i San Lorenzo de Calatrava är kuperad.